# La Grande Révolution (Pierre Miquel)
Pour les articles homonymes, voir La Grande Révolution.
La Grande Révolution est un livre de l'historien français Pierre Miquel, paru chez Plon en 1988.
La première de couverture est ornée d'une reproduction d'une œuvre graphique représentant la figure de la République, conservée, alors, au musée des Trois Guerres de Diors.
Dans l'introduction l'auteur cite un fait non prouvé : lors de la reddition de Yorktown, les troupes britanniques vaincues auraient défilé devant les Insurgents accompagnés de l'air « Le Monde à l'envers » joué par leur musique. Ce que ne précise pas l'auteur, c'est qu'il s'agit d'une ballade intitulée The World Turned Upside Down [Le Monde à l'envers].